# Alby with Thwaite
Alby with Thwaite – civil parish w Anglii, w hrabstwie Norfolk, w dystrykcie North Norfolk. Leży 25 km na północ od Norwich i 178 km na północny wschód od Londynu.
W 2001 miejscowość liczyła 223 mieszkańców.